# Noir et Blanc (magazine)
 (juillet 2016).
Si vous disposez d'ouvrages ou d'articles de référence ou si vous connaissez des sites web de qualité traitant du thème abordé ici, merci de compléter l'article en donnant les références utiles à sa vérifiabilité et en les liant à la section « Notes et références ».
Pour les articles homonymes, voir Noir et Blanc.
Noir et Blanc est un magazine hebdomadaire français fondé par Jean Valdeyron (1911-1999).

## Histoire
Le premier numéro de Noir et Blanc paraît le 14 février 1945 et son prix est de dix francs. Le magazine traite de l’actualité et plus particulièrement de la vie des célébrités. Il tire rapidement à 200 000 exemplaires.
Pendant 26 ans, le magazine conserve une couverture en noir et blanc, conforme à son titre (avec de rares exceptions) ; son format est de 27,5 × 33,5 cm (pour le no 1335 du 9 novembre 1970, vendu 2 francs).
Fin 1970, la maquette de la couverture est rénovée, avec apparition de la couleur ; la parution du magazine semble cesser peu après avril 1971 (semaine du 19 au 25 avril 1971 portant le no 1358).